# Cirolana troglexuma
Cirolana troglexuma là một loài chân đều trong họ Cirolanidae. Loài này được Botosaneanu & Iliffe miêu tả khoa học năm 1997.